# Didymoglossum wallii
Didymoglossum wallii là một loài thực vật có mạch trong họ Hymenophyllaceae. Loài này được (Thwaites) Copel. miêu tả khoa học đầu tiên năm 1938.